# Феррейра Торреш, Жуакин
Жуаки́н Ферре́йра То́рреш (порт. Joaquim Ferreira Torres; 13 мая 1925, Реборделу — 21 августа 1979, Паредиш) — португальский предприниматель и ультраправый политик. В Новом государстве — крупный бизнесмен, мэр Мурсы. После Апрельской революции — один из руководителей антикоммунистических группировок MDLP и ELP, организатор боевой террористической сети, активный участник политического насилия Жаркого лета. Привлекался к суду, эмигрировал, затем возвратился в Португалию. Убит при невыясненных обстоятельствах.

## Подъём через бизнес
Родился в семье шахтёра из Реборделу на Севере Португалии. Был одним из 17 детей. После средней школы работал в продуктовом магазине. Занялся самостоятельной коммерцией — торговал углём, кондитерскими изделиями, контрабандой доставлял лес в Испанию. В начале 1960-х годов открыл виноторговлю в Риу-Тинту (Гондомар).
Перебрался в Португальскую Анголу, где занимался добычей и сбытом алмазов. Сотрудничал с колониальной администрацией и с президентом Катанги Моизом Чомбе. К концу 1960-х годов стал крупным бизнесменом. Вернувшись в Португалию, создал текстильную компанию Silma в Вила-Нова-ди-Фамаликане.
Несмотря на обретённое богатство, длительное время Феррейра Торреш «не имел социальной легитимности» в португальской элите. Это положение изменилось, когда он установил деловое сотрудничество с крупным промышленником и мэром Амаранти Гонслвишем ди Абреу. В 1971 вернувшийся в Португалию Феррейра Торреш возглавил муниципальное управление Мурсы. Период его руководства был отмечен интенсивным развитием территории — электрификацией, строительством дорог, созданием новых рабочих мест, развитием социальной сферы. Феррейра Торреш сформировал эффективную управленческую команду, пользовался популярностью среди населения Мурсы и рабочих Silma.
Жуакин Феррейра Торреш придерживался крайне правых политических взглядов, был сторонником Нового государства, националистом, антикоммунистом и корпоративистом. Состоял в Национальном народном действии. В то же время его позиция отличалась прагматичностью, без идеологического догматизма. Для обеспечения стабильности Мурсы и Silma он поддерживал деловые контакты с оппозицией, вплоть до леворадикальной, имел некоторые проблемы с ПИДЕ. Кроме того, навыки молодости — контрабанда, работа в Африке — способствовали ориентации Феррейры Торреша на внеправовые действия.

## Финансист и оперативник ультраправых
После Революции гвоздик 25 апреля 1974 года новые власти квалифицировали его как «фашиста» и попытались отстранить от должности. Со своей стороны, он также занял непримиримо враждебную позицию. Опираясь на поддержку жителей Мурсы, Феррейра Торреш отказался оставить пост. Сопротивление удалось преодолеть только в декабре, с применением военной силы.
В начале 1975 года Феррейра Торреш организовал переправку во франкистскую Испанию большого количества материальных ценностей для формирующегося в Португалии подполья. Он контролировал участок границы, через который вывозились на автофургонах золото, серебро, ювелирные изделия, слоновая кость. Денежные средства на эти цели переводились через партнёров Феррейры Торреша на счета в банках испанской Галисии.
Жуакин Феррейра Торреш вступил в Армию освобождения Португалии (ELP, лидер Барбьери Кардозу) и Демократическое движение за освобождение Португалии (MDLP, лидеры Антониу ди Спинола, Гильерме Алпоин Калван). Феррейра Торреш, другой текстильный промышленник Абилиу ди Оливейра, ресторатор Луиш Виейра обеспечили финансирование «террористической сети» MDLP и ELP. Кроме этой функции, Феррейра Торреш и Рамиру Морейра непосредственно руководили силовыми акциями. Важную роль в системе играл шурин Феррейры Торреша — начальник полиции Порту майор Мота Фрейташ, обеспечивавший своевременное информирование и прикрытие.
Структура Торреша-Морейры совершила десятки терактов против Португальской компартии (ПКП) и аффилированных с ней организаций. Некоторые акции сопровождались убийствами. Террористическая кампания MDLP и ELP активно повлияла на исход противостояния Жаркого лета в пользу правых сил. 25 ноября 1975 произошло решающее столкновение, в котором компартия и её союзники потерпели окончательное поражение.
Однако Феррейра Торреш не признал это победой. Его позиция была жёстче и радикальнее. Он обвинил в предательстве генерала Рамалью Эанеша, поскольку компартия не была запрещена и не предпринимались попытки возврата африканских колоний.

## Между двумя процессами
Положение в Португалии стабилизировалось, и новые власти решили поставить юридическую точку в событиях Жаркого лета. В августе 1976 года Жуакин Феррейра Торреш, Рамиру Морейра, Мота Фрейташ и ещё несколько руководителей террористического подполья были арестованы и отданы под суд. Их роль в «отбрасывании коммунизма» не принималась во внимание. Однако в марте 1977 года Феррейре Торрешу удалось бежать в Испанию.
В период эмиграции сильно осложнились отношения Феррейры Торреша с некоторыми соратниками по MDLP, прежде всего с Алпоином Калваном. Конфликты возникали из-за взаимных денежных претензий. Сыграл свою роль жёсткий характер Феррейры Торреша, его склонность к угрозам и оскорблениям.
Суд над Феррейрой Торрешем проходил заочно, и 6 июля 1978 года вынес оправдательный приговор. Феррейра Торреш вернулся в Португалию. Проживал близ Порту, продолжал заниматься бизнесом своей текстильной фирмы. Но уже в 1979 году было объявлено о возобновлении судебного процесса. Феррейра Торреш заявил, что «раскроет книгу» и расскажет о высокопоставленных лицах, отдававших приказы о насилии и «обманувших надежды тех, кто рисковал собой».

## Нераскрытое убийство
Утром 21 августа 1979 года Феррейра Торреш выехал на красном автомобиле Porsche на деловую встречу в Пенафиел. По дороге машина был обстреляна из засады в местечке Барру Бранку близ Паредиша. Феррейра Торреш погиб от огнестрельных ранений в голову.
Полицейское расследование не привело к результатам. Убийство осталось нераскрытым. В сильном подозрении длительное время находился Алпоин Калван, отношения с которым у Феррейры Торреша обострились во время эмиграции. По другим версиям, причиной убийства являлись африканские бизнес-операции с алмазами. Существовала и версия мести ультралевых, но как наименее вероятная.

## Семья и личность
Жуакин Феррейра Торреш был женат, имел сына. Жена Элиза до замужества работала пекарем и домашней прислугой. Многие операции Феррейры Торреша в бизнесе и политике проводились при участии членов его большой традиционной семьи, многочисленных братьев, сестёр, племянников. Наиболее видную роль играли сестра Санзинья (жена Моты Фрейташа) и младший брат Авелину (известный футболист, бизнесмен, активист Социально-демократического центра, мэр Марку-ди-Канавезиша, впоследствии судимый за должностные злоупотребления, коррупцию и вымогательство).
В частной жизни Жуакин Феррейра Торреш был склонен к демонстративной роскоши — дорогие автомобили, золотые перстни, одежда от лучших модельеров, вина, доставляемые по спецзаказам. Предполагается, что в этом реализовывались комплексы преодолённой бедности. В чертах характера отмечались жестокость, решительность и своеобразное «чувство справедливости», обращённое прежде всего на самого себя.
Образ Жуакина Феррейры Торреша запомнился в португальском обществе. Его действия детально описаны в книге Мигела Карвалью Quando Portugal Ardeu. Histórias e segredos da violência política no pós-25 de Abril — Когда горела Португалия. История и тайны политического насилия после 25 апреля.
Эта фигура осуждается за насилие, жестокость, цинизм. В то же время отмечается его целеустремлённость и энергичность. Историческая роль сил, к которым он принадлежал, рассматривается как неоднозначная, во многом обусловленная объективными обстоятельствами и реальными угрозами.